# 포달레이리오스

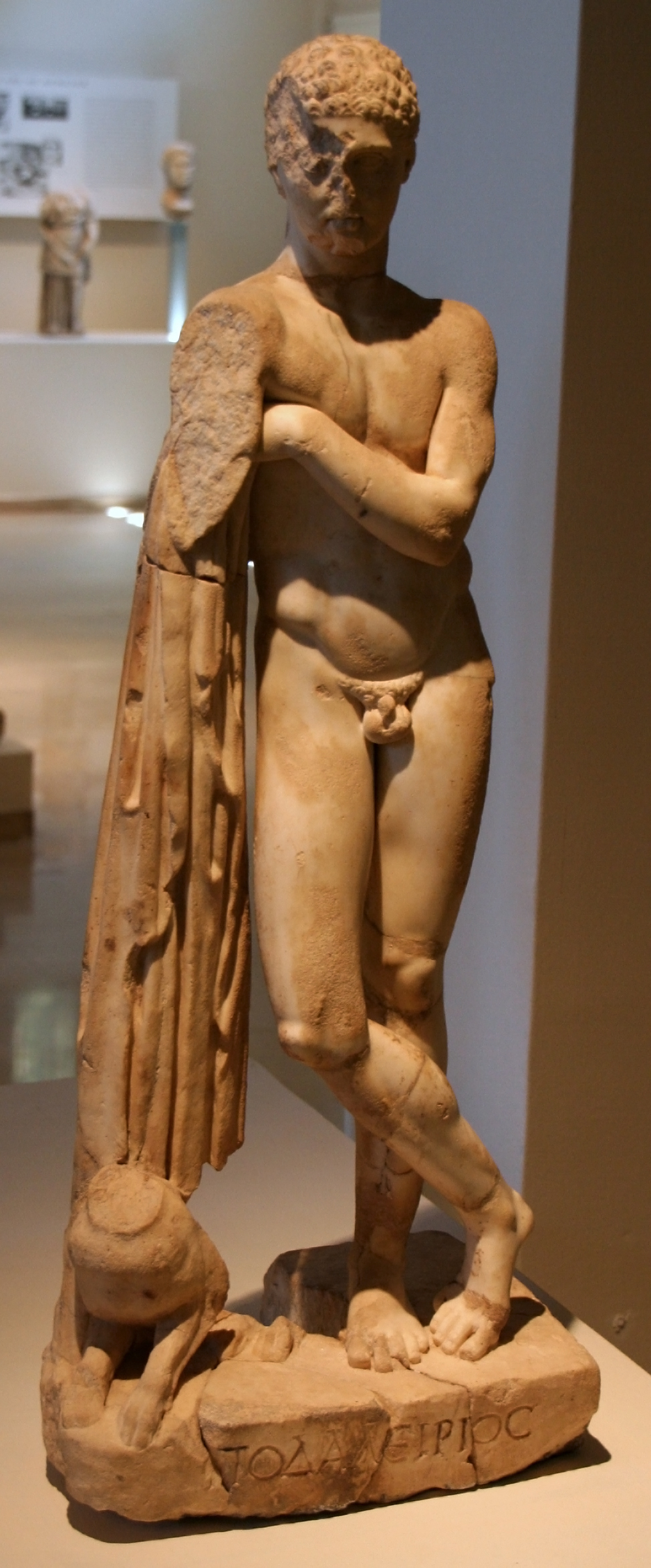

포달레이리오스(그리스어: Ποδαλείριος)는 그리스 신화에서 ‘의술의 신’ 아스클레피오스의 아들이다. 형제인 마카온과 함께 그는 트로이 전쟁에서 그리스 아카이아 연합군 소속으로 테살리아 군을 이끌고 참전했다. 아버지에게 의술을 배워서 마카온처럼 그는 매우 뛰어난 의사였다. 신탁에 따르면, 트로이 전쟁을 끝내기 위해서는 헤라클레스의 활과 화살이 필요했는데 그 활을 가지고 있던 포달레이리오스는 필록테테스를 치료했다고 한다.